# Biologische veiligheidswerkkast

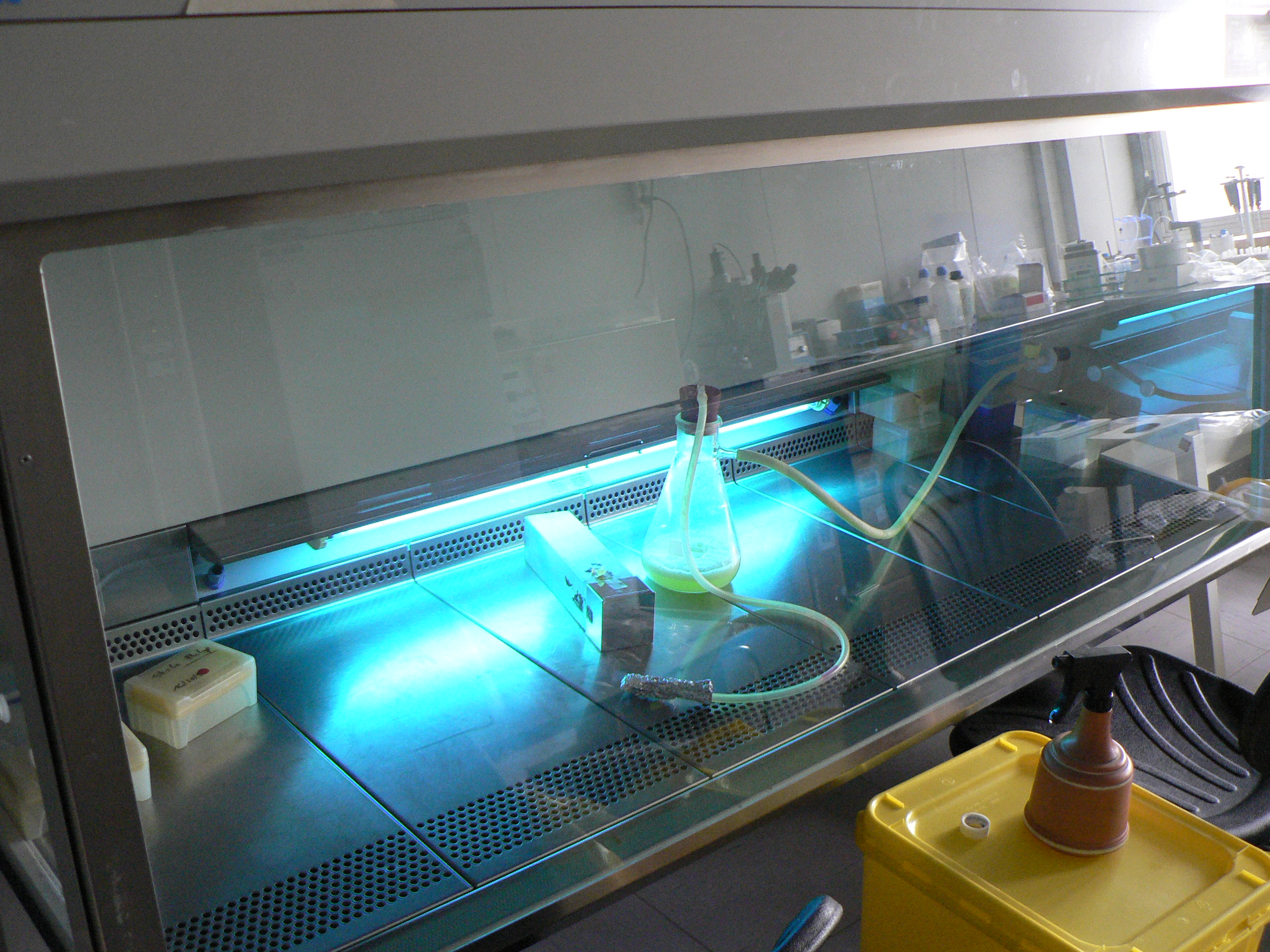
UV-licht houdt de kast steriel wanneer ze niet gebruikt wordt

Een biologische veiligheidswerkkast (Engels: biosafety cabinet of BSC) is bedoeld om het risico voor de gebruiker te beperken bij handelingen met gevaarlijke of potentieel gevaarlijke micro-organismen. Dit type kast beschermt de gebruiker niet tegen alle mogelijk gevaren. Sommige typen veiligheidswerkkast beschermen ook het in de kast gebruikte materiaal tegen omgevingsinvloeden. E.e.a. is genormeerd in de NEN-EN 12469.

## Gevaren zoals benoemd in de EN 12469
Er dient rekening gehouden te worden met de volgende risico's:
- Vrijkomen van micro-organismen tijdens gebruik, bijvoorbeeld door de opening aan de voorzijde, de uitblaas, kanalen of het de kast.
- Vrijkomen van micro-organismen gedurende demontage of onderhoud bij bijvoorbeeld het vervangen van het filter als gevolg van onvoldoende sterilisatie.
- Vrijkomen van micro-organismen bij het verwijderen van besmet material na 'product- or cross contamination"

## Classificatie
Deze norm kent drie classificaties voor de veiligheidswerkkasten

### Klasse I
Een veiligheidswerkkast met een opening aan de voorzijde. De constructie is zodanig dat de gebruiker is beschermd door middel van een inwaartsgerichte luchtbeweging en filtering van de afgezogen lucht.

### Klasse II
Een veiligheidswerkkast met een opening aan de voorzijde. De constructie is zodanig dat de gebruiker is beschermd en het risico op "product and cross contamination" laag is, door middel van een voor de toepassing geschikte interne gefilterde luchtbeweging en filtering van de afgezogen lucht. Een typische manier om dit te bereiken is door middel van een unidirectionele omlaag gerichte laminaire luchtstroming in de kast en een luchtgordijn in de opening aan de voorzijde.
De meeste voorkomende uitvoering heeft twee filters, een downflow filter en een uitblaas (exhaust) filter, maar de meeste fabrikanten hebben voor specifieke toepassingen ook een driefilter variant. In de Europese standaard wordt deze variant niet benoemd, maar veelal wordt voor deze uitvoering verwezen naar de Duitse DIN 12980 ("Safety Cabinets for handling cytostatic subtances").
Naast de in Europa veel voorkomende 2-filter en 3-filter varianten met recirculatie kent men vanuit de Amerikaanse standaard NSF 49 ook nog een andere onderverdeling voor dit type die vaak aanvullend gebruikt wordt. Alhoewel dus geen onderdeel van de Europese richtlijnen zijn deze toch wel relevant om de kennen:
De EN 12469 maakt geen onderscheid tussen deze twee, maar vaak wordt door leveranciers verwezen naar de Amerikaanse standaard (NSF/ANSI 49)
Type A1/A2; Minimaal 0,38 m/s of 0,51 m/sintrede, HEPA downflow filter (recirculerend) en HEPA exhaust
Type B1; Minimaal 0,51 m/s intrede, HEPA downflow filter (recirculerend) en uitblaas naar buiten het gebouw via een HEPA filter en afzuigkanaal
Type B2; Minimaal 0,51 m/s intrede, HEPA downflow filter (niet-recirculerend) en uitblaas naar buiten het gebouw via een HEPA filter en afzuigkanaal

### Klasse III
Een veiligheidswerkkast waarbij de werkomgeving volledig is afgesloten en de laborant van de werkplek is gescheiden door een fysieke barrière (bijvoorbeeld Glove Box). De afgevoerde lucht wordt gefilterd. Meer informatie specifiek voor isolatoren is onder andere te vinden in de EN 12741
Er zijn in de huidige versie van de EN 12469 geen aanwijzingen m.b.t. "product and cross contamination" voor deze klasse. Er kan dan ook niet standaard vanuit worden gegaan dat hiervoor voorzieningen aanwezig zijn in een Klasse III veiligheidswerkkast.

## Oplevering en periodieke controle
Overeenkomstig de NEN-EN 12469 dient een biologische werkbank voorzien te zijn van een type test voor ieder type werkbank. Selectie van de gewenste werkbank vindt onder andere plaats op basis van onder andere veiligheid en prestaties zoals vastgelegd in het type testrapport. In de EN 12469 zijn voorschriften opgenomen met betrekking tot controles bij ingebruikname (installation testing) en periodieke keuring (routine maintenance testing).

### Ingebruikname (installation testing)
Vaststellen dat de geleverde biologische werkbank overeenkomt met de gewenste en gecertificeerde zuurkast, dat de ingestelde luchtbehandeling overeenstemt met de specificaties en dat de omgevingsfactoren geen nadelige invloed hebben op het functioneren van de biologische werkbank met behulp van de testen en/of controles zoals vastgelegd in standaard waaronder tenminste:
- voldoet aan de specificaties van de fabrikant
- controle op volume volgens bijlage G en H
- Flowvisualisatie
- Filters; aerosol challenge method (bijlage D)
- Optioneel; retentie test (bijv. KI Discus test)

### Periodieke keuring (routine maintenance testing)
- voldoet aan de specificaties van de fabrikant
- controle op volume volgens bijlage G en H
- Flowvisualisatie
- Filters; aerosol challenge method (bijlage D)